# Utah
Utah (IPA: [ˈjutɑː] på Navajo: Áshįįh Biiʼtó Hahoodzo (/ɑ́ʃĩːh piːʔtxó hɑ̀hòːtsò/)) er en delstat i det vestlige USA, hvis hovedstad er Salt Lake City. Utah grænser til delstaterne Arizona, Colorado, Idaho, Nevada, New Mexico og Wyoming. Utah har omkring 3.271.616(2020) indbyggere.
Den 4. januar 1896 blev Utah den 45. delstat, der blev en del af Unionen. Navnet Utah stammer fra det ute-indianske sprog og betyder folkene fra bjergene . Ca. 60 procent af delstatens indbyggere er medlemmer af Jesu kristi kirke af sidste dages hellige

## Historie
Oprindelige amerikanere har boet i, hvad der i dag er Utah, i flere tusinde år. De fleste arkæologiske fund daterer de ældste bosættelser til at være 10 – 12.000 år gamle. 
Francisco Vásquez de Coronado bevægede sig muligvis ind i det sydlige Utah i 1550 i sin søgning efter den mytiske by Cíbola. En gruppe anført af to romersk-katolske præster nåede til Utah Lake i 1776.
Den første større tilflytning af nybyggere skete i 1847, da de første medlemmer af Jesu Krist kirke af sidste dages hellige, anført af Brigham Young, ankom. Medlemmerne af Jesu Krist kirke af sidste dages hellige, opfordrede aktivt deres nye medlemmer rundt om i verden til at emigrere til Utah. I perioden fra 1850 til 1926 rejste således 26.389 medlemmer af Jesu Krist kirke af sidste dages hellige fra Danmark til USA. Man anslår, at der fra 1847 til 1868 ankom omkring 68.000 medlemmer fra forskellige egne af verden. 
I 1847, da de første pionerer ankom, var Utah stadig et mexicansk territorium, men som et resultat af den mexicansk-amerikanske krig og indgåelsen af Guadalupe Hidalgo-traktaten i 1848 blev området et territorium under USA. Uenigheder mellem Jesu Krist kirke af sidste dages hellige og USA's regering blev intensiveret på grund af Jesu Kristi Kirke af Sidste Dages Helliges praksis med flerkoneri, og regeringen sendte tropper til området for at indsætte en anden guvernør end Brigham Young.
I 1890'erne blev flerkoneri forbudt, og i 1896 blev Utah optaget som en delstat i USA.
Med grundlæggelse af nationalparkerne Bryce Canyon National Park og Zion National Park i begyndelsen af 1900-tallet blev Utah kendt for sin naturskønhed, og den sydlige del af delstaten blev et populært sted at optage film, bl.a. ved Delicate Arch og Monument Valley.
Fra og med 1939 blev Utah kendt som skiområde, og Vinter-OL 2002 blev afholdt i Salt Lake City.
I slutningen af 1900-tallet var Utah befolkningsmæssigt en af de hurtigstvoksende delstater i USA.

## Politik
Utahs regering er opdelt i en udøvende, lovgivende og dømmende magt. Den nuværende guvernør er Gary Herbert fra Republikanerne, som er valgt for en fireårig periode. Utahs parlament består af et Senat og af et Repræsentanternes Hus. Begge Utahs senatorer i Senatet i Washington D.C. er republikanske, mens de 3 medlemmer af USA's Repræsentanternes Hus er henholdsvis 2 republikanere og et 1 demokratisk medlem.
Historisk set har politik i Utah været kontroversiel, idet flertallet af befolkningen tilhører Jesu Kristi Kirke af Sidste Dages Hellige og delstaten, som regeres af Republikanerne, anses som værende forholdsvis konservativ, især i forhold til sociale og moralske spørgsmål. Ved præsidentsvalg opnår republikanerne som regel solide flertal i delstaten, som ikke har stemt for en demokratisk præsidentkandidat siden 1964.

## Geografi
Utah er opdelt i tre distinkte geologiske regioner: Rocky Mountains, Great Basin og Colorado-plateauet. Utah har en stor naturmæssig diversitet med ørkener og fyrreskov i bjergdale. Delstaten har et areal på 219.887 km².
Terrænmæssigt har Utah stor variation. Bjergkæden Wasatch Range, som når højder på 3.650 m, løber gennem den centrale del af staten, og dele af dette område får mere end 12,7 m sne hvert år og er hjemsted for skisportssteder. I den nordøstlige del af staten findes bjergene Uinta Mountains, som har Utahs højeste punkt, Kings Peak, som er 4.123 m høj.
Vest for Wasatch-bjergene bor ca. 75 % af befolkningen. De største byer er Ogden, Salt Lake City, Layton, West Valley City, Sandy, West Jordan, Orem og Provo.

### Klima
Det meste af Utah har tørt klima og er højtliggende. Det meste af det østlige og det sydlige Utah har 300 mm eller mindre nedbør om året, mens visse bjergområder har op til 1,5 m. Meget af det vestlige Utah får mindre end 25 cm nedbør om året. Ørkenen Great Salt Lake Desert nær Great Salt Lake er særlig tør med en årlig nedbør på mindre end 13 cm. Snefald er almindeligt om vinteren undtagen langs den sydlige grænse og i Great Salt Lake Desert.
Temperaturerne om vinteren er generelt under frysepunktet. Om sommeren er er de højeste temperaturer gennemsnitligt mellem 29 °C og 38 °C. Dage med temperaturer over 38 °C kan forventes i de fleste områder, der ligger lavere end 1.500 m mindst én gang årligt. Den højeste temperatur, der er målt i Utah var 47 °C, og den laveste temperatur -56 °C, begge målt i 1985.

## Økonomi
Utahs bruttodelstatsprodukt var i 2004 82,6 mia. USD og den gennemsnitlige indkomst 26.606 USD. Større økonomiske sektorer i delstaten omfatter minedrift, kvægavl, saltproduktion og turisme.
I det østlige Utah er olieproduktion en stor industri, mens kulproduktionen i den centrale del udgør meget af minedriften.
Turisme er et stort erhverv, især i den sydlige del af delstaten, hvor Utahs fem nationalparker Arches National Park, Bryce Canyon National Park, Canyonlands National Park, Capitol Reef National Park og Zion National Park og mange andre attraktioner befinder sig. Utah er også kendt for skiområderne nær Salt Lake City, Park City, Ogden, Provo og Cedar City.

## Demografi
I 2007 havde Utah en anslået befolkning på 2.645.330, hvilket var en vækst på 18,45% siden 2000.
En stor del af befolkningen bor langs bjergene Wasatch Mountains.

### Ophav
De fem største oprindelsesgrupper i delstaten er:
- 29.0% britisk-amerikanere
- 11.6% tysk-amerikanere
- 6.8% oprindelige amerikanere
- 6.5% dansk-amerikanere
- 6.1% mexicanere

De fleste indbyggere i Utah har nordeuropæisk ophav, og Utah har den største andel af folk med britisk og dansk baggrund blandt alle USA's delstater.

### Religion
Et flertal blandt delstatens indbyggere tilhører Jesu Kristi Kirke af Sidste Dages Hellige, og i 2004 udgjorde disse 62.4% af befolkningen.
Selvidentificerede religiøse tilhørsforhold blandt voksne i Utah er:
- Jesu kristi kirke af sidste dages hellige – 57%
- Katolikker – 6%
- Episkopalkirken – 3%
- Baptister – 2%
- Andre kristne – 3%
- Evangelske kirke – 1%
- Presbyterianere – 1%
- Lutheranere – 1%
- Methodister – 1%
- Ikke-religiøse – 17%
- Ikke oplyst – 4%
- Andre – 3%
- Muslimer – 1%

## Ekstern henvisning
- Delstaten Utahs officielle hjemmeside (engelsk)

39°30′N 111°30′V / 39.5°N 111.5°V